# Síndrome de Rotor
A síndrome de Rotor é uma doença rara, relativamente benigna, na qual há um distúrbio metabólico que provoca a elevação dos níveis de bilirrubina direta no sangue. Seu nome é uma homenagem ao médico filipino Arturo Belleza Rotor.
Deve-se sempre considerar a existência desta síndrome em um paciente que possui hiperbilirrubinemia direta além de enzimas hepáticas em níveis fisiológicos.
Não são consideradas doenças como colestáticas, pois, caracteristicamente, são normais os niveis séricos de fosfatase alcalina e gamaglutamiltransferase.